# Ctenane dealbata
Ctenane dealbata är en fjärilsart som beskrevs av Alfred Ernest Wileman och Reginald James West 1928.
Ctenane dealbata ingår i släktet Ctenane och familjen björnspinnare. Inga underarter finns listade i Catalogue of Life.